# Enramades

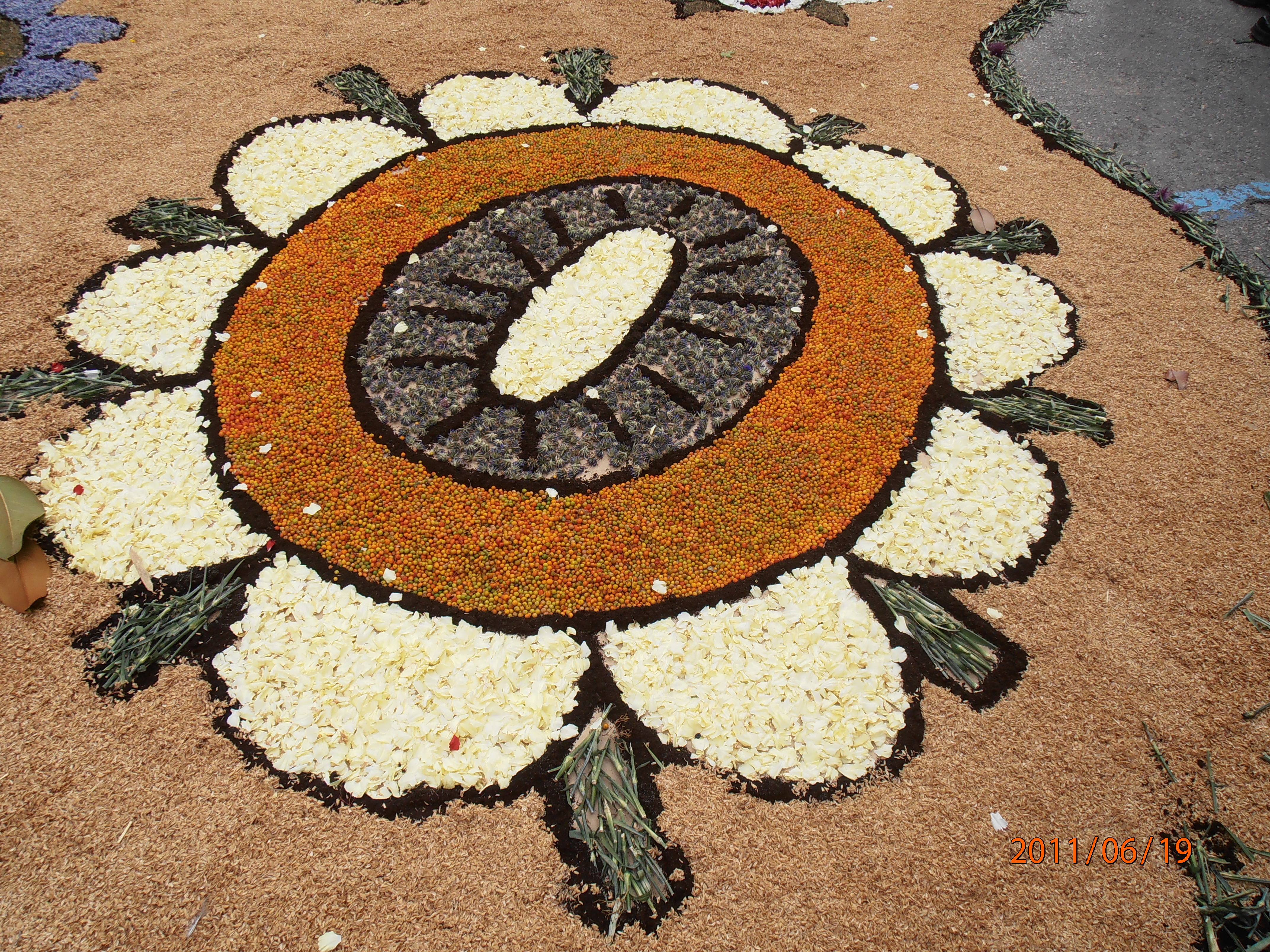
Mostra de disseny d'una enramada

Les enramades o catifes de flors és el costum de guarnir els carrers amb catifes efímeres per a celebrar el Corpus i el floriment de la primavera. Tradicionalment s'elaboraven amb pètals de flors, flors senceres i herba, però des de finals del segle XX s'experimenta amb més materials, com ara llavors, serradura i encenalls tenyits amb anilines, marro de cafè, càpsules de cafè i més materials recuperats. S'hi representen motius diversos, que poden anar lligats a la religiositat pròpia de Corpus, a temes locals, a efemèrides, etc. Tants com la imaginació i la tècnica dels catifaires permetin.
Tenen orígens molt remots, des de les decoracions amb flors i herbes que es feien a les llars romanes a la primavera, com les enramades, per bé que les decoracions florals són comunes a totes les cultures.

## Abast
Algunes poblacions han aconseguit molt de renom amb les catifes. És el cas de Sitges, la Garriga, Arbúcies i Sallent. Però n'hi ha moltes més que n'elaboren. Normalment, els catifaires formen part d'agrupacions locals, de carrers i places que competeixen entre elles. L'any 2005 va constituir-se la Federació d'Entitats Catifaires de Catalunya amb l'objectiu d'unir esforços per mantenir i difondre la tradició i alhora avançar en la millora d'aquest art.

## Exemples destacats

### Arbúcies
Les Enramades d'Arbúcies, declarada festa tradicional d'interès nacional l'any 1999, és la festa més important d'Arbúcies. La festa més tradicional que es remunta com a mínim al s. XVI i que ha sabut adaptar-se en el transcurs del temps per mantenir-se una festa viva entre la població. Els elements de les Enramades d'Arbúcies són les catifes, la botifarrada, les passades del vespre i les del matí, les dances, les enramades i els concerts.

### Sallent
La Festa de les Enramades de Sallent és una festa tradicional d'interès nacional documentada des del 1325. Té el seu origen en la voluntat de guarnir els carrers pels quals havia de passar la processó del Corpus, per tal de retre honor a l'Eucaristia i solemnitzar encara més aquest acte de religiositat popular. Des de finals del segle XX el caràcter eminentment religiós de la celebració s'ha vist desplaçat per un caire més lúdic i festiu.

### Manresa
Els segles xix i xx durant la vuitada de Corpus a Manresa tenien lloc les tradicionals Enramades, que tenien la categoria de festes majors dels barris de la ciutat. Des del divendres de Corpus fins al dijous posterior cada dia celebrava la seva enramada un barri diferent i, per aquest motiu, els carrers i places del barri s'engalanaven amb serrells, banderes, domassos i branques d'arbre. El programa d'actes presentava poques variacions entre els barris i consistia en una cercavila al matí, una processó i jocs per a la quitxalla a la tarda i concerts i balls a la nit, tot acompanyat de força pirotècnia. A l'Arxiu Comarcal del Bages es conserven programes i impresos dels segles xix i xx de les Enramades dels diversos barris.

### Barcelona
Arran del concili Vaticà II, que relegava les exhibicions religioses a l'interior dels temples, el costum de fer catifes florals pel carrer va decaure a Barcelona. A diferència de poblacions com ara Arbúcies, Sitges i Sallent, que encara avui dia omplen els espais públics amb composicions florals elaborades, a Barcelona la tradició va començar a recular. A partir de la dècada dels seixanta del segle xx, cada vegada es feien menys catifes, eren més discretes i la major part s'elaborava dins les esglésies. Però el costum ha revifat i, al costat del popular ou com balla, cada vegada hi apareixen noves catifes. El 2019 n'hi va haver a la Casa dels Entremesos (plaça de les Beates, 2), el Museu Etnològic de les Cultures del Món (carrer de Montcada, 12-14), la plaça de la Virreina (plaça de la Virreina), la parròquia de Santa Maria del Remei (plaça de la Concòrdia, 1), la parròquia de Sant Ramon de Penyafort (Rambla de Catalunya, 115) i davant l'Ajuntament (plaça de Sant Jaume, 1).

## Catifes d'Arbúcies 2011

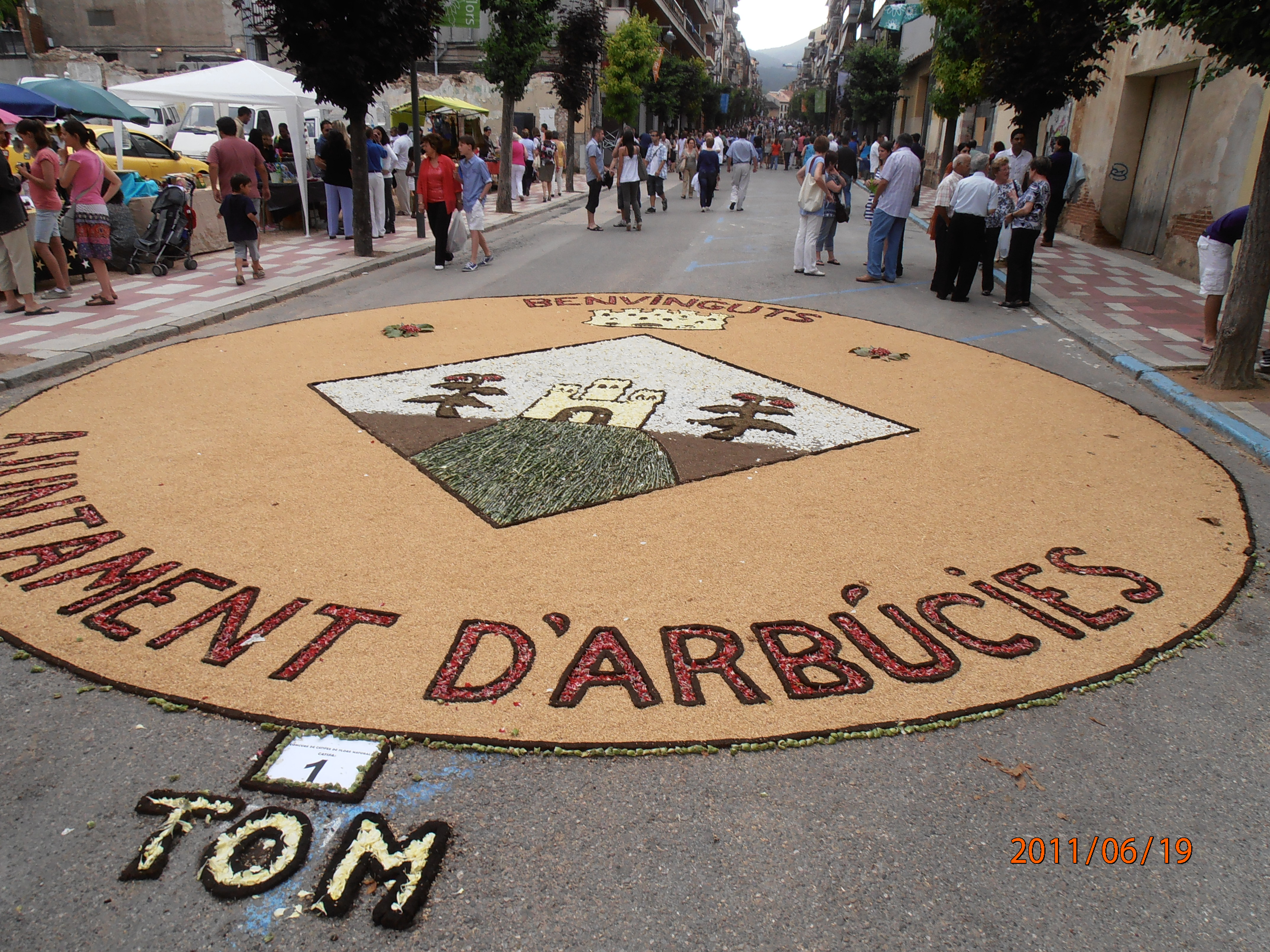
Catifa de Salutació
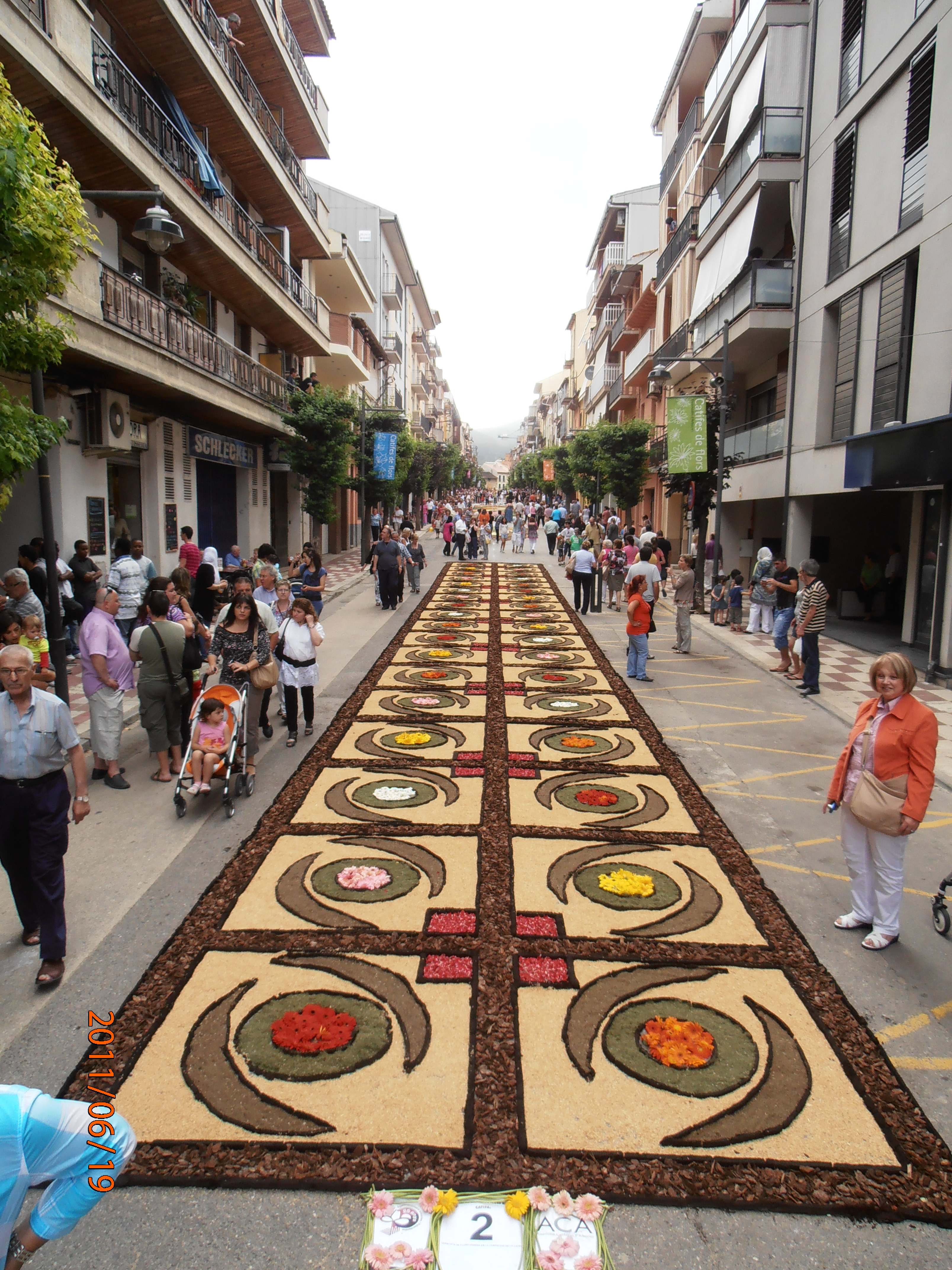
Catifa sencera
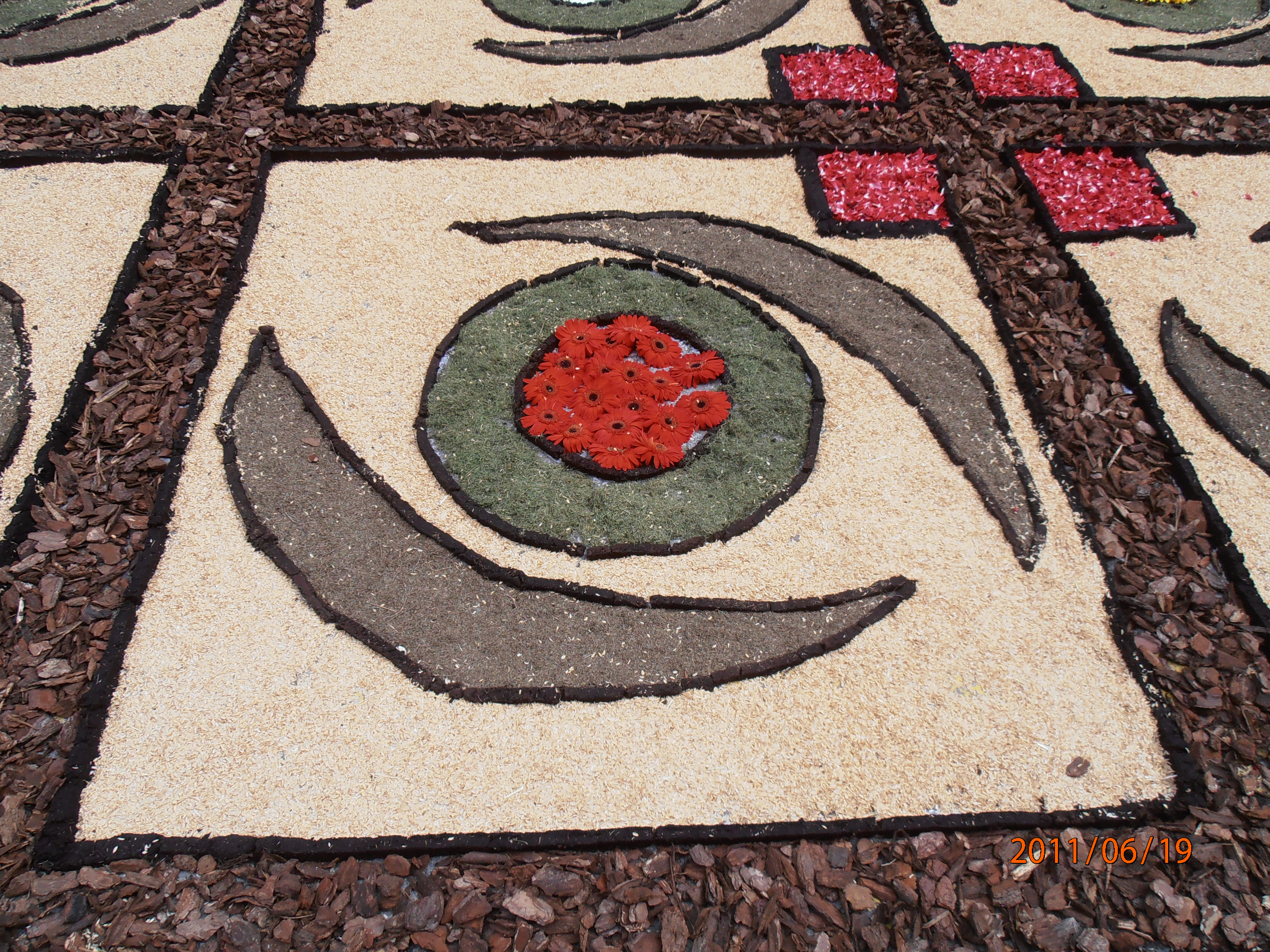
Detall d'una catifa
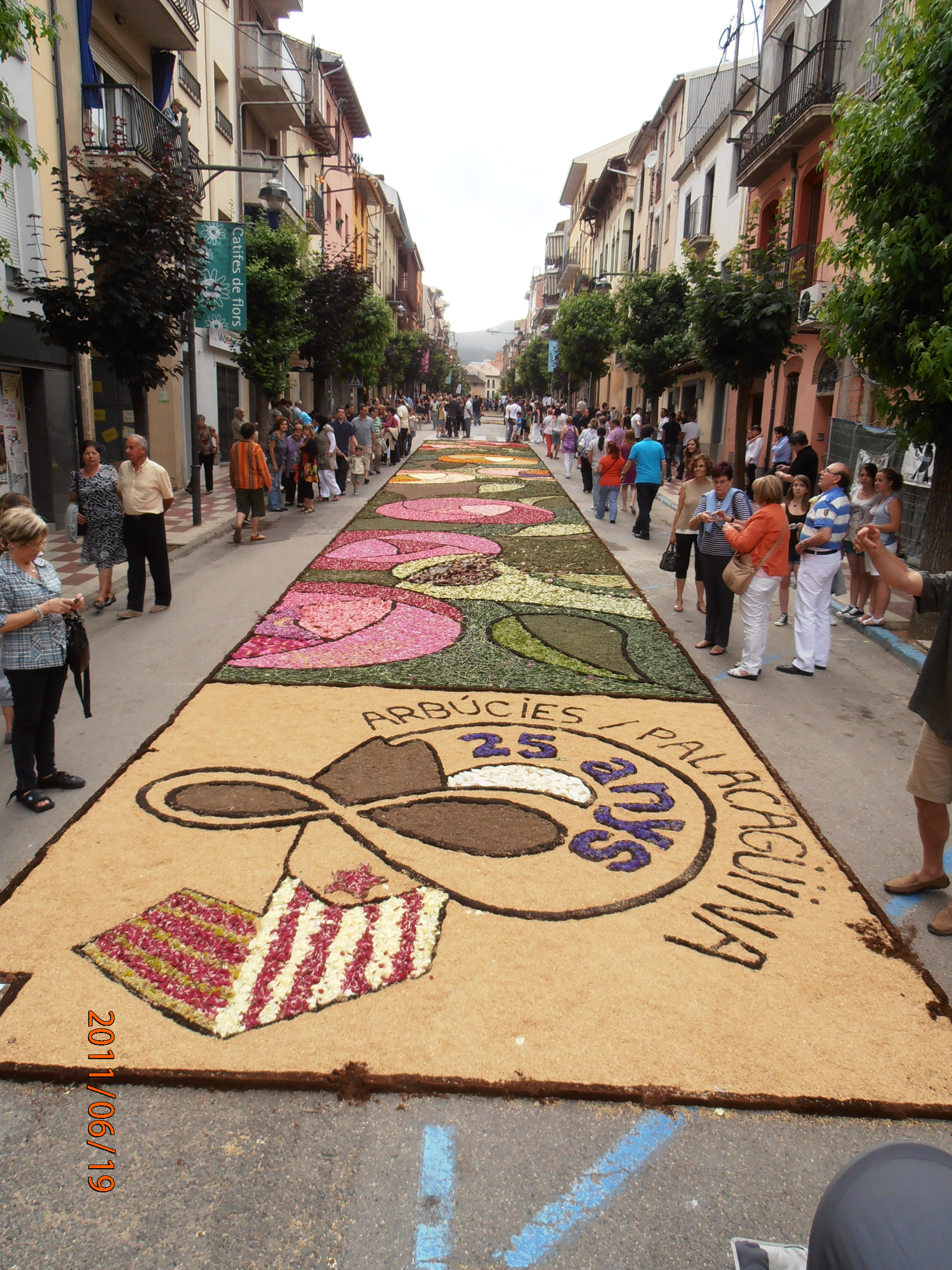
Catifa sencera
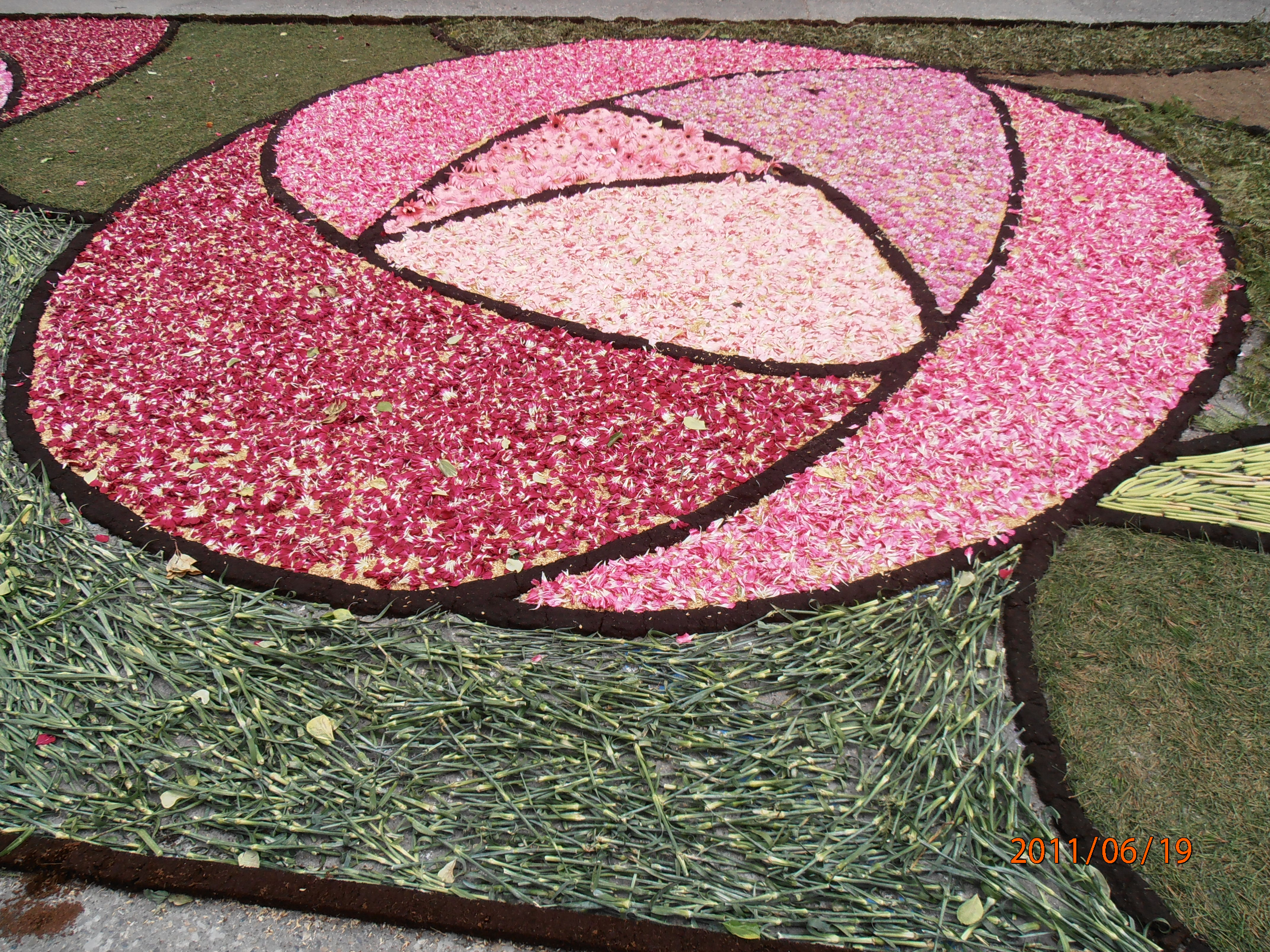
Detall d'una catifa
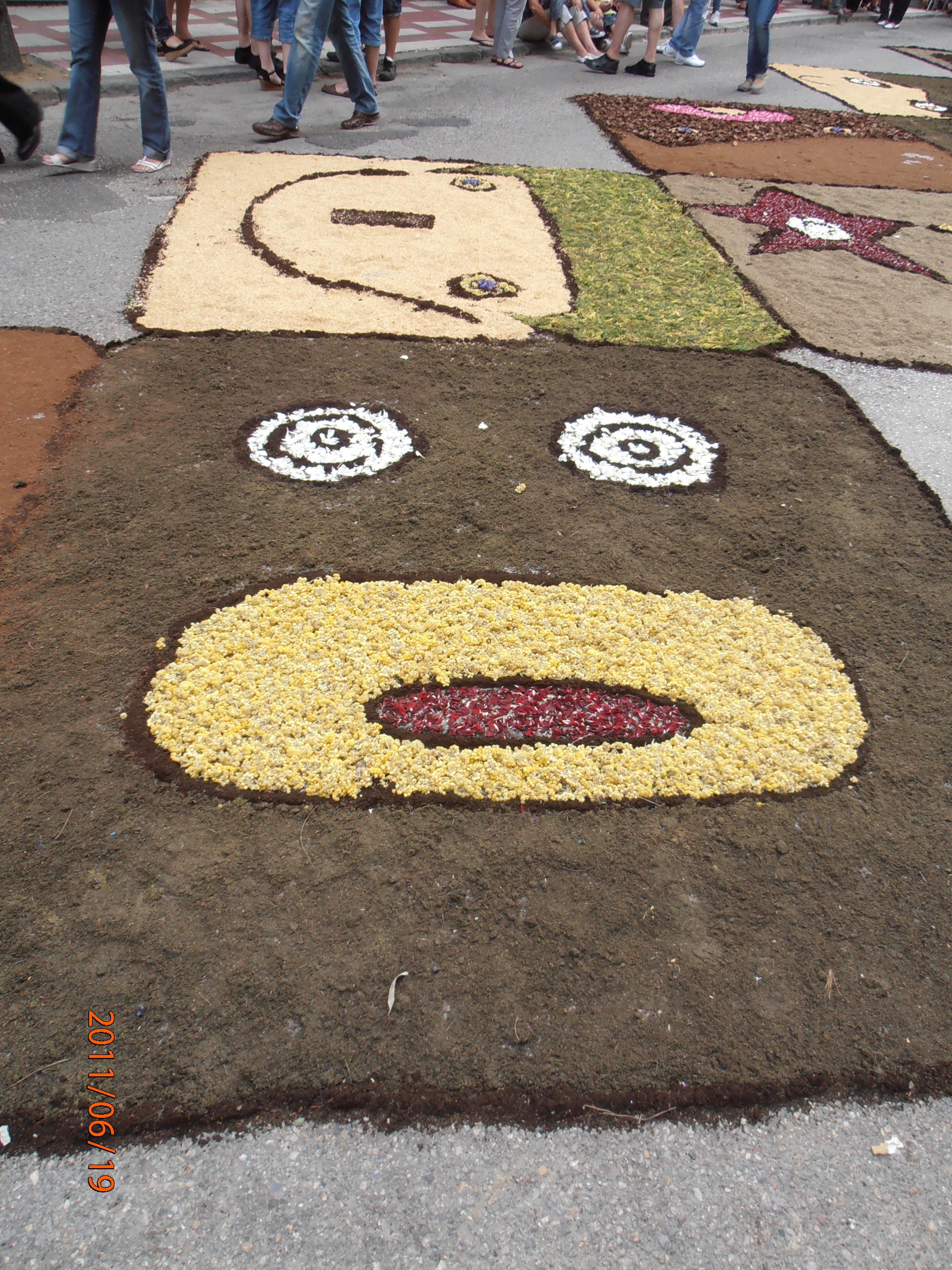
Detall d'una catifa
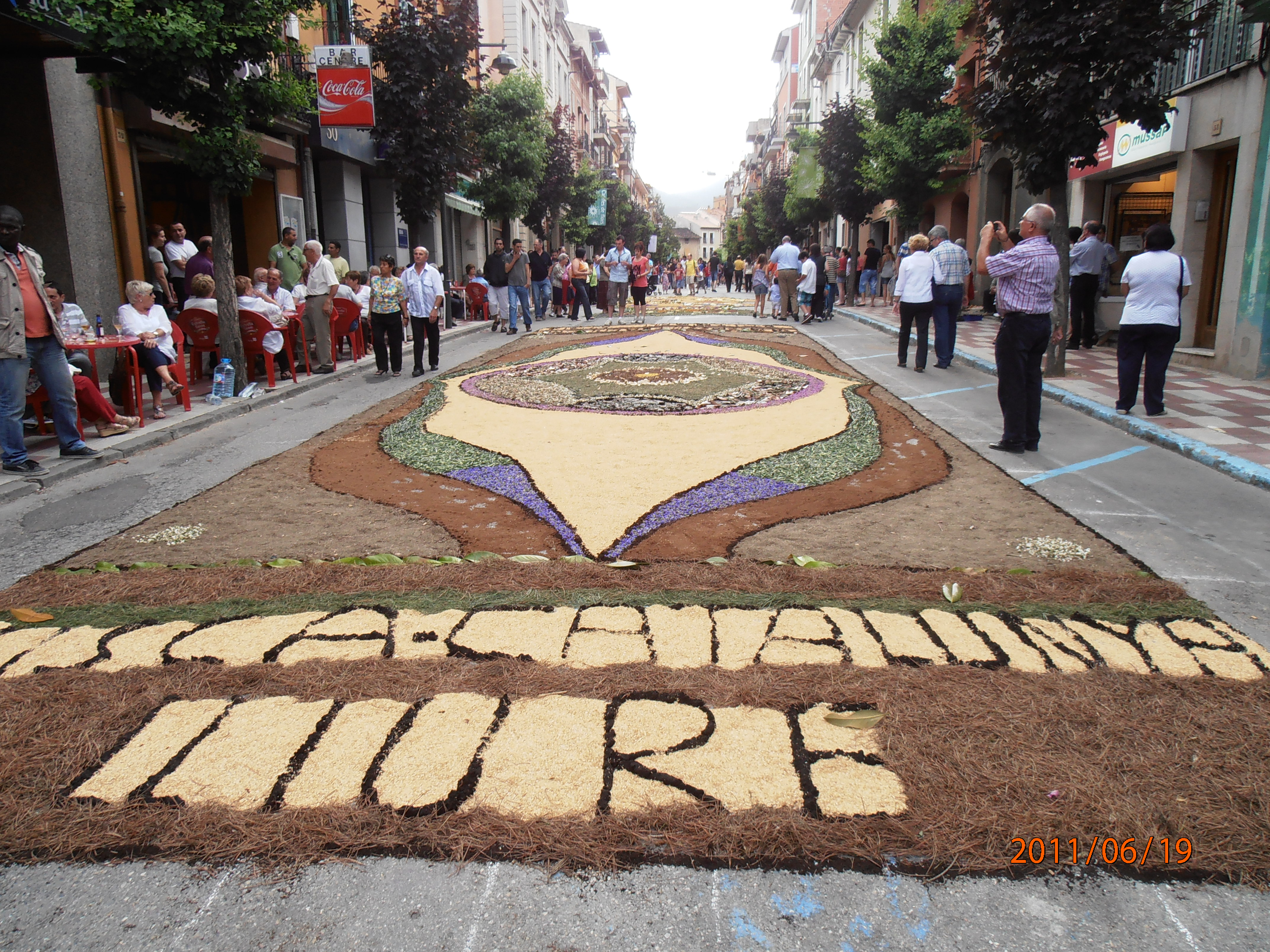
Catifa sencera
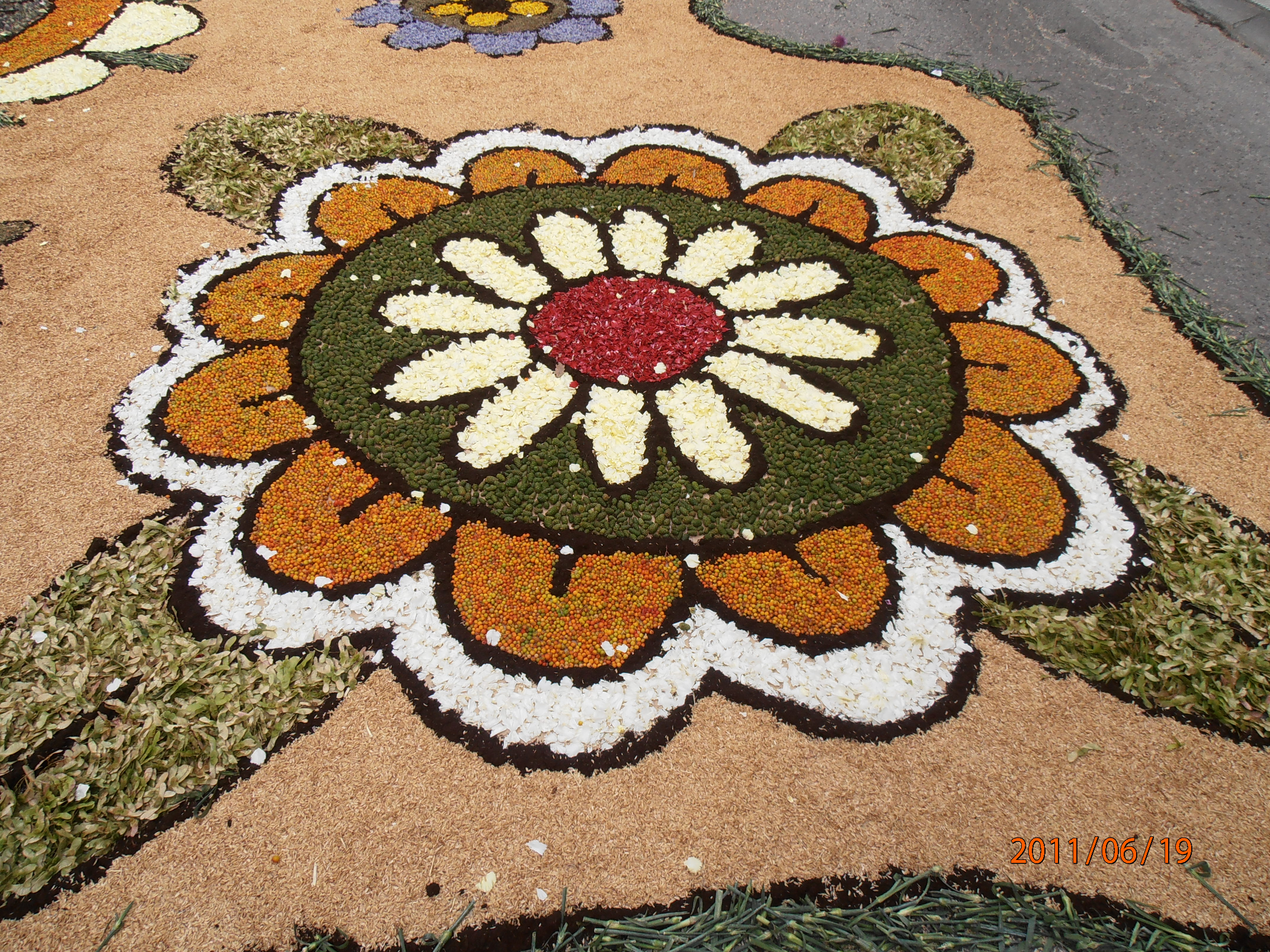
Detall d'una catifa
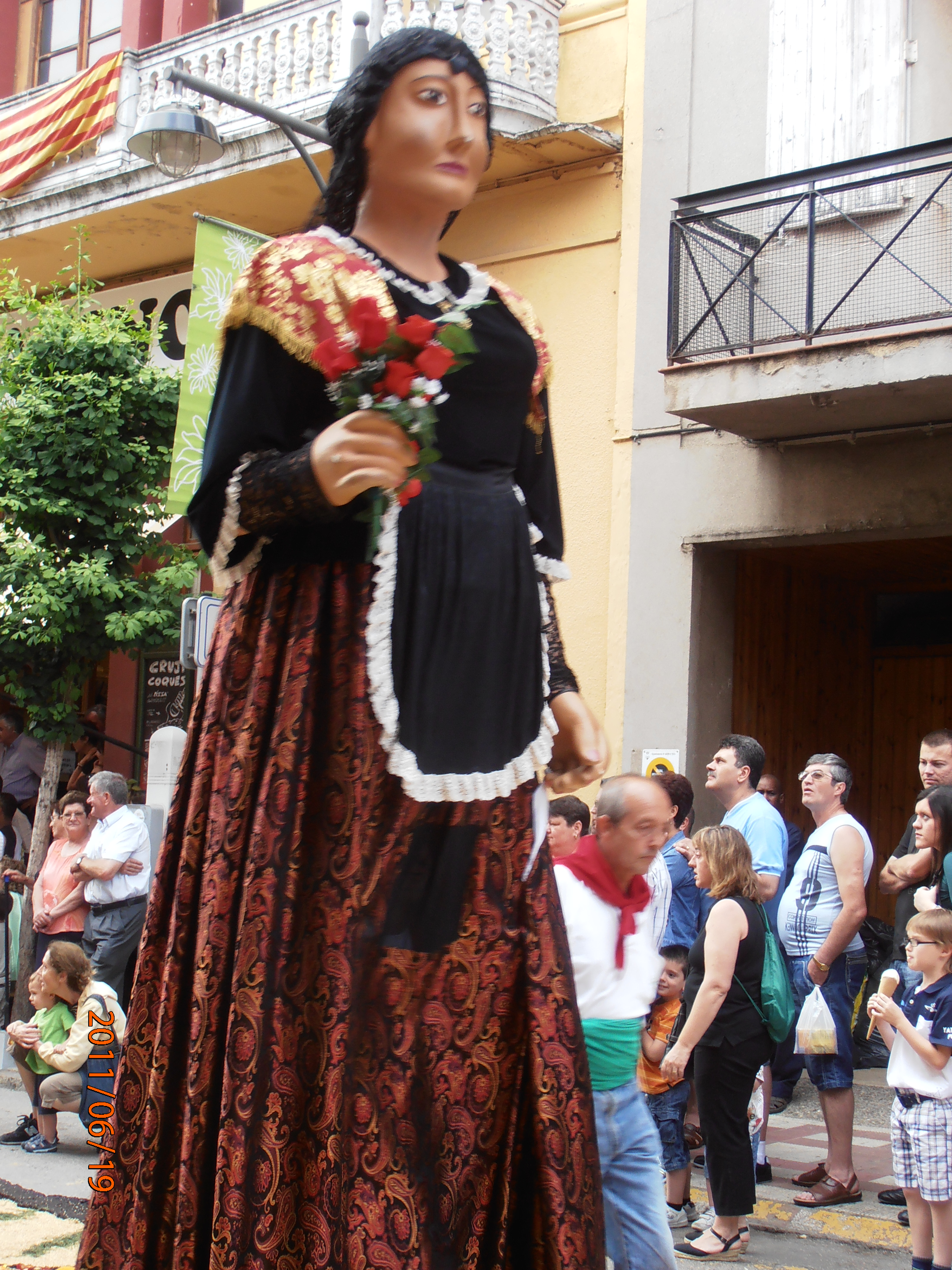
La geganta d'Arbúcies ballant sobre una catifa
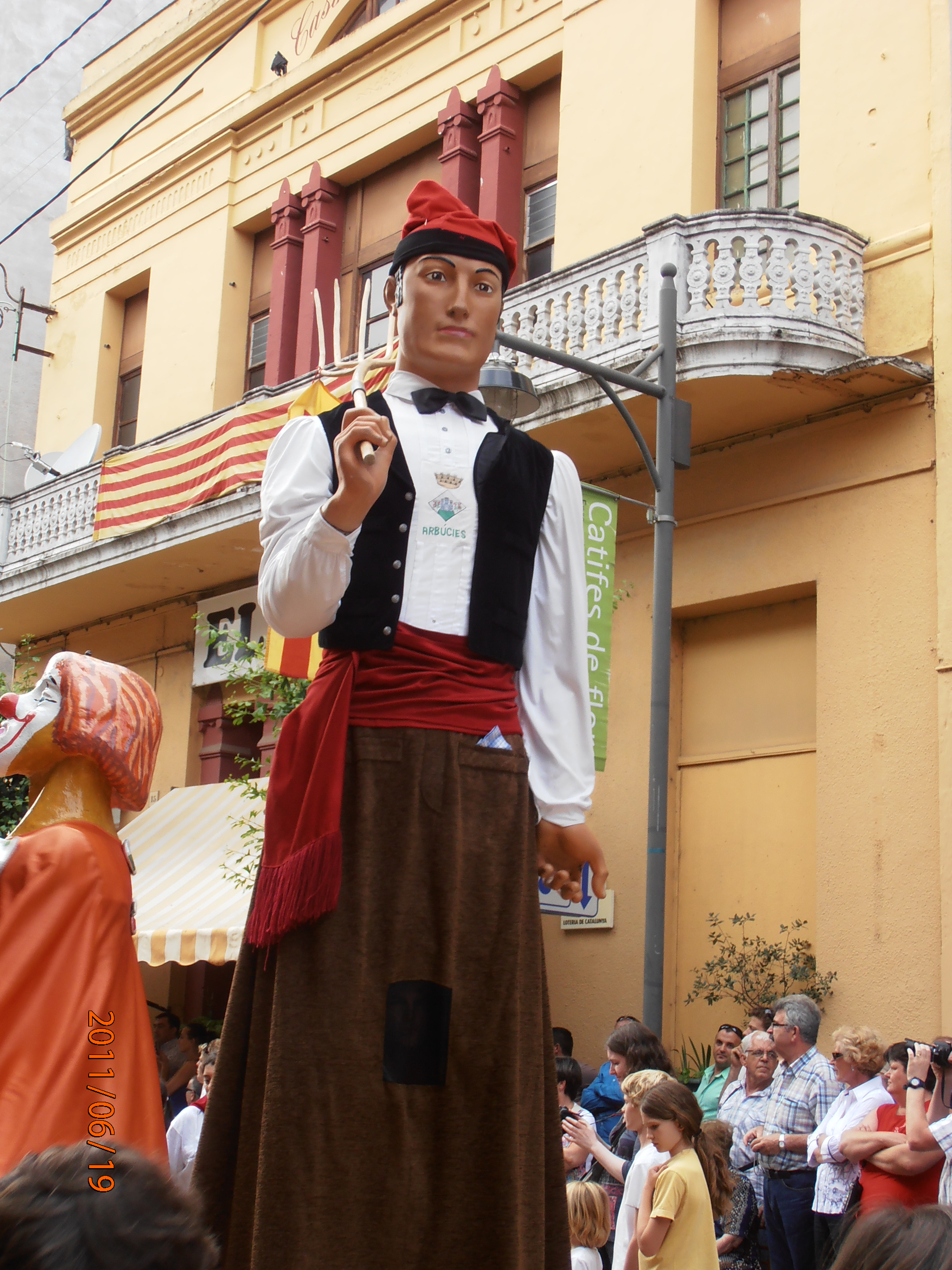
El gegant d'Arbúcies ballant sobre una catifa